# Ganties
Ganties [ɡɑ̃ti] ist eine französische Gemeinde mit 305 Einwohnern (Stand 1. Januar 2022) im Département Haute-Garonne in der Region Okzitanien (zuvor Midi-Pyrénées). Die Einwohner werden als Gantinois bezeichnet.

## Geographie
Umgeben wird Ganties von den sechs Nachbargemeinden: 
| Pointis-Inard | Montespan                                   |        |
| Soueich       | Kompassrose, die auf Nachbargemeinden zeigt | Rouède |
| Couret        | Estadens                                    |        |

## Geschichte

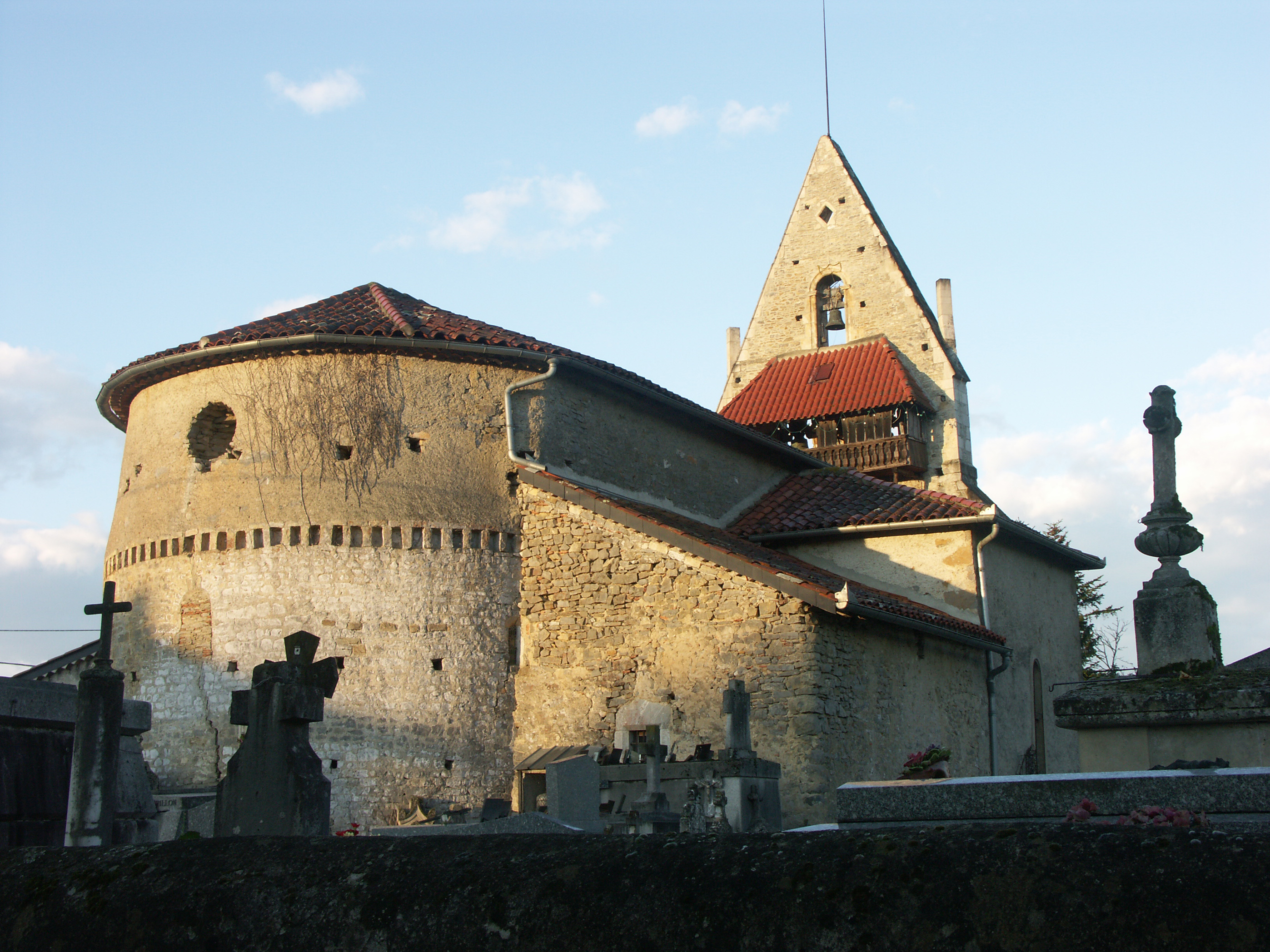
Kirche Saint-Sébastien

Auf dem Gemeindegebiet gibt es zwei prähistorische Höhlen, die Grotte de Hountaou (Monument historique) und die  Grotte de la Spugo. 
Im 19. Jahrhundert erlebte der Ort mit dem Bau eines Kurbades einen Aufschwung und nannte sich deshalb Ganties-les-Bains. Der Kurbetrieb wurde im Jahr 1958 eingestellt.

## Bevölkerungsentwicklung
| Jahr                      | 1962 | 1968 | 1975 | 1982 | 1990 | 1999 | 2006 | 2011 | 2016 | 2019 |
| ------------------------- | ---- | ---- | ---- | ---- | ---- | ---- | ---- | ---- | ---- | ---- |
| Einwohner                 | 309  | 271  | 252  | 255  | 247  | 244  | 282  | 303  | 322  | 327  |
| Quelle: Cassini und INSEE |      |      |      |      |      |      |      |      |      |      |

## Sehenswürdigkeiten
Siehe auch: Liste der Monuments historiques in Ganties
- Kirche Saint-Sébastien, erbaut ab dem 11. Jahrhundert
- Ruine der Kapelle Sainte-Radegonde